# Victor Muffat-Jeandet
Victor Muffat-Jeandet (Aix-les-Bains, 5 maart 1989) is een Franse alpineskiër. Hij vertegenwoordigde zijn vaderland op de Olympische Winterspelen 2018 in Pyeongchang.

## Carrière
Muffat-Jeandet maakte zijn wereldbekerdebuut in februari 2009 in Kranjska Gora. In december 2012 scoorde hij in Val d'Isère zijn eerste wereldbekerpunten. Tijdens de wereldkampioenschappen alpineskiën 2013 in Schladming eindigde de Fransman als 26e op de slalom. In februari 2014 behaalde Muffat-Jeandet in Sankt Moritz zijn eerste toptienklassering in een wereldbekerwedstrijd. 
In januari 2015 stond hij in Wengen voor de eerste maal in zijn carrière op het podium van een wereldbekerwedstrijd. Op de wereldkampioenschappen alpineskiën 2015 in Beaver Creek eindigde de Fransman als zevende op de reuzenslalom. In Sankt Moritz nam Muffet-Jeandet deel aan de wereldkampioenschappen alpineskiën 2017. Op dit toernooi eindigde hij als dertiende op de reuzenslalom, als zeventiende op de slalom en als twintigste op de alpine combinatie. Op 12 januari 2018 boekte hij in Wengen zijn eerste wereldbekerzege. Tijdens de Olympische Winterspelen van 2018 in Pyeongchang veroverde de Fransman de bronzen medaille op de alpine combinatie, daarnaast eindigde hij als zesde op zowel de slalom als de reuzenslalom.

## Resultaten

### Olympische Spelen
| Jaar | Plaats      | Resultaten                                      |
| ---- | ----------- | ----------------------------------------------- |
| 2018 | Pyeongchang | Alpine combinatie · 6e Slalom · 6e Reuzenslalom |

### Wereldkampioenschappen
| Jaar | Plaats       | Resultaten                                        |
| ---- | ------------ | ------------------------------------------------- |
| 2013 | Schladming   | 26e Slalom                                        |
| 2015 | Beaver Creek | DNF Slalom 7e Reuzenslalom DNF Supercombinatie    |
| 2017 | Sankt Moritz | 13e Reuzenslalom 17e Slalom 20e Alpine combinatie |
| 2019 | Åre          | 6e Combinatie 14e Reuzenslalom 16e Slalom         |

### Wereldbeker
Eindklasseringen
| Seizoen   | Algm | SL  | RS  | SG  | PAR | SC    |
| --------- | ---- | --- | --- | --- | --- | ----- |
| 2012/2013 | 67e  | 40e | 29e | –   |     | 22e   |
| 2013/2014 | 55e  | 49e | 20e | –   |     | –     |
| 2014/2015 | 12e  | 14e | 7e  | –   |     | Brons |
| 2015/2016 | 12e  | 18e | 5e  | 48e |     | 5e    |
| 2016/2017 | 27e  | 27e | 12e | 48e |     | 9e    |
| 2017/2018 | 14e  | 15e | 10e | -   |     | Brons |
| 2018/2019 | 18e  | 15e | 12e | 44e |     | 5e    |
| 2019/2020 | 15e  | 15e | 10e | 58e | 37e | 6e    |

Wereldbekerzeges
| Datum           | Plaats | Onderdeel         |
| --------------- | ------ | ----------------- |
| 12 januari 2018 | Wengen | Alpine combinatie |